# Swellendam
Swellendam est une ville située dans la province du Cap-Occidental à 220 km à l'est de la ville du Cap. Elle est également le siège de la municipalité homonyme.

## Quartiers
Swellendam comprend un centre-ville, un quartier périphérique distinct (ancien township coloured situé de l'autre côté de l'autoroute N2), le Parc national des Bonteboks et une grande zone rurale (Hermitage).

## Démographie
Selon le recensement de 2011, Swellendam compte 17 537 habitants (63,06 % de coloureds, 19,46 % de blancs et 15,41 % de noirs). 
La majorité des habitants réside dans le quartier périphérique de Railton (12 550 habitants dont 79 % sont coloureds et 0,5 % sont blancs). La ville centre de Swellendam ne compte que 4 676 habitants dont 69,21 % sont blancs et 22,54 % sont coloureds. 
La langue maternelle des habitants est l'afrikaans (81,29 %).

## Historique

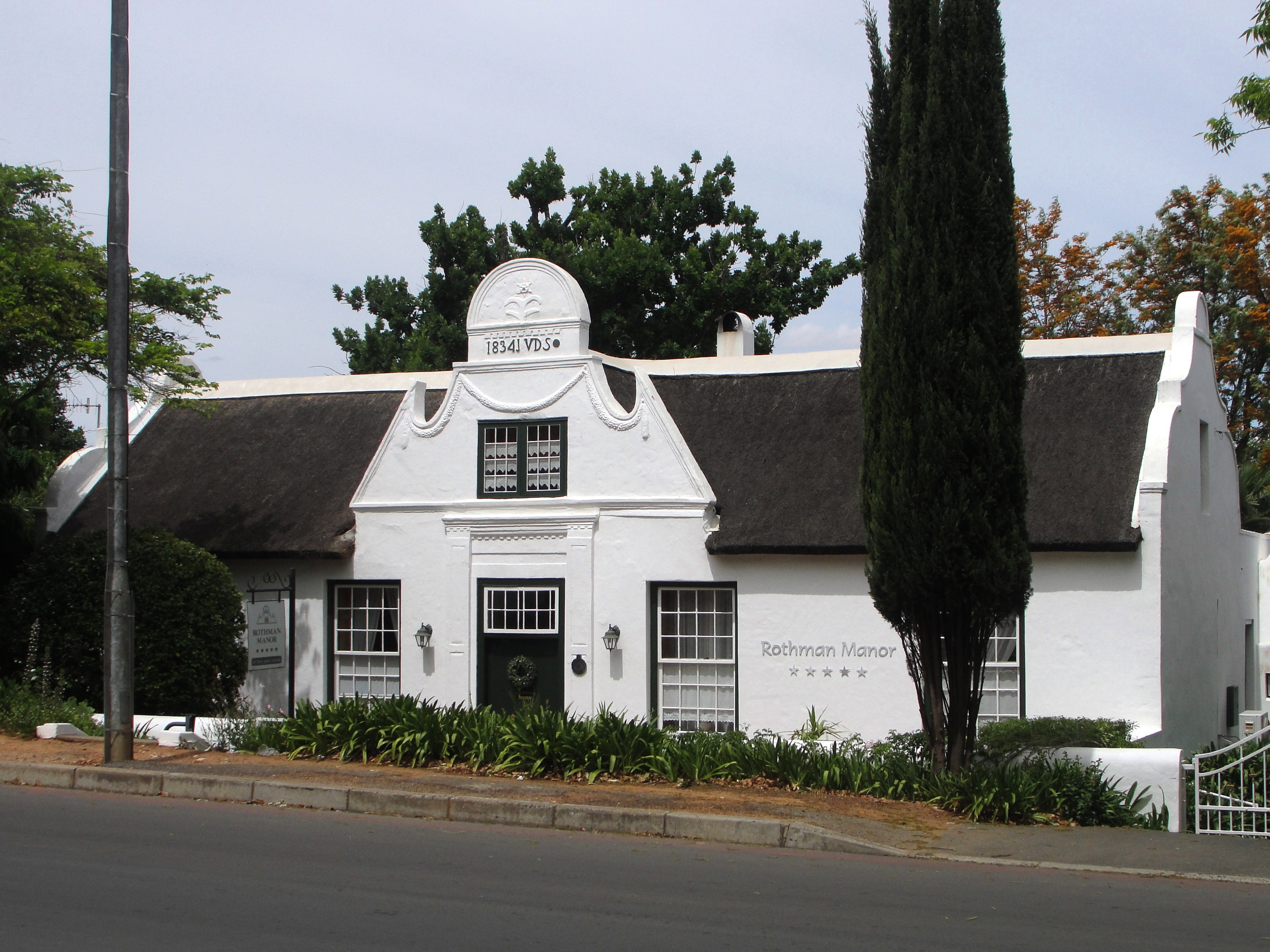
Rothman House (1834), maison d'architecture cape-dutch de Swellendam

Les premiers habitants de la région étaient des Khoikhoi avec qui les premiers explorateurs commercèrent dès le XVIIe siècle.
La ville de Swellendam fut fondée en 1746, au pied du massif de Langeberg, dans la colonie du Cap. Son nom est la contraction des patronymes du gouverneur du Cap, Henrik Swellengrebel et de son épouse Ten Damne.
Swellendam était alors considérée comme le dernier avant-poste de la civilisation à la frontière est de la colonie du Cap et la porte d'entrée terrestre vers les terres intérieurs de l'Afrique du Sud. Elle reçut notamment la visite des explorateurs et voyageurs François Le Vaillant (1781), Anne Barnard (1798) et William John Burchell (1815).
En 1795, la mauvaise administration et les insuffisances de la Compagnie néerlandaise des Indes orientales provoquèrent la révolte des burghers de Swellendam. Ces citoyens libres se révoltèrent contre l'administration de la compagnie néerlandaise des Indes orientales et érigèrent la ville en république sous la présidence d'Hermanus Steyn qui devint alors le premier homme à porter le titre de président d'une république d'Afrique du Sud. Cependant, cette République fut de courte durée et prit fin le 4 novembre 1795 lorsque le Cap fut occupé par le Royaume de Grande-Bretagne.
À la suite de la colonisation progressive des terres intérieures, Swellendam perdit sa fonction de poste avancée de la civilisation pour devenir un lieu de passage terrestre obligé vers les territoires du nord et de l'est.
Elle devint au XXe siècle une région agricole fertile et un centre touristique important.

## Patrimoine architectural
Bien que ravagée par un incendie en 1865 et bouleversée par les réaménagements des années 1970, la ville conserve un patrimoine architectural important et intéressant comme la Dutch Reformed Church (1913) de style hollandais, baroque, gothique et byzantin, le complexe du Drostdy (1747) et l'ancienne ferme Zanddrift.

## Galerie

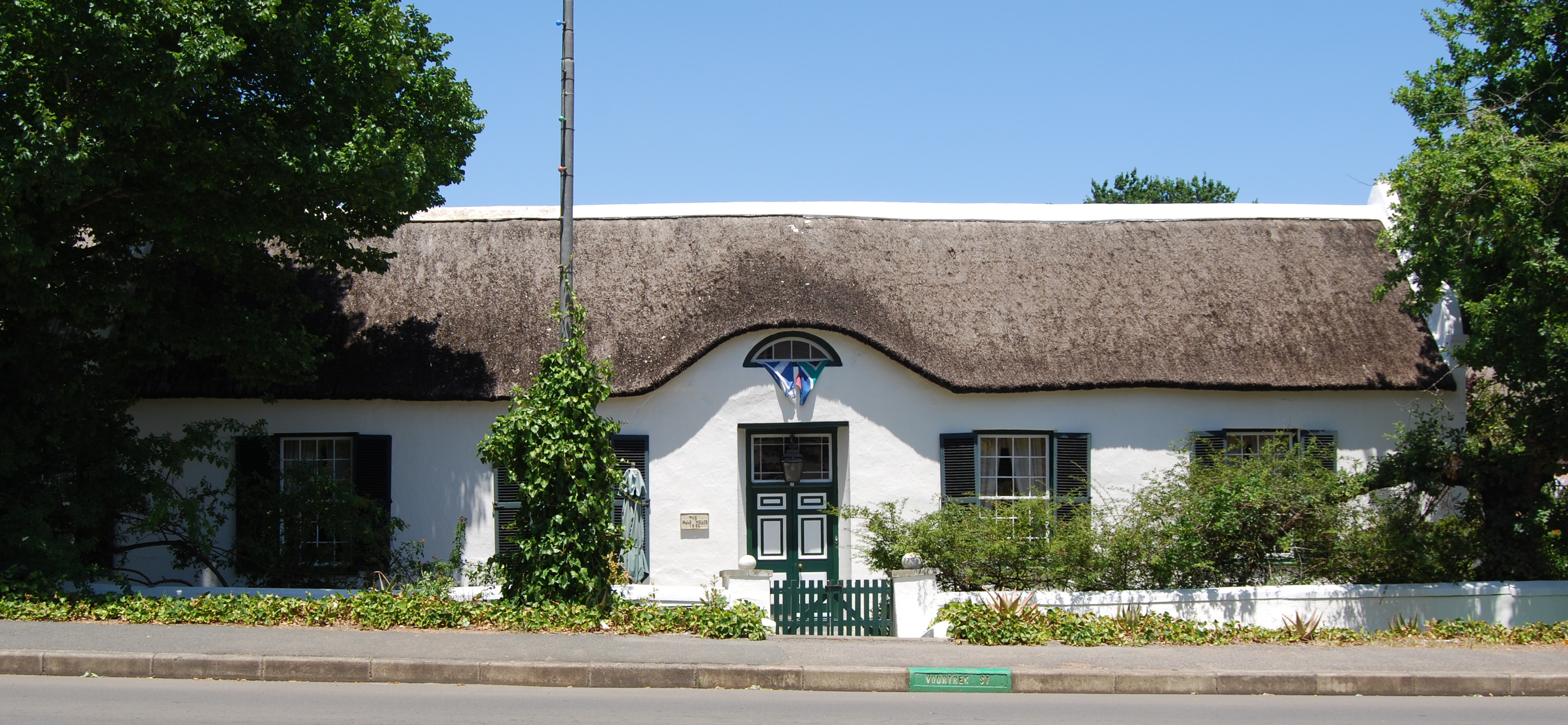
Auld House, 4 Voortrek Street
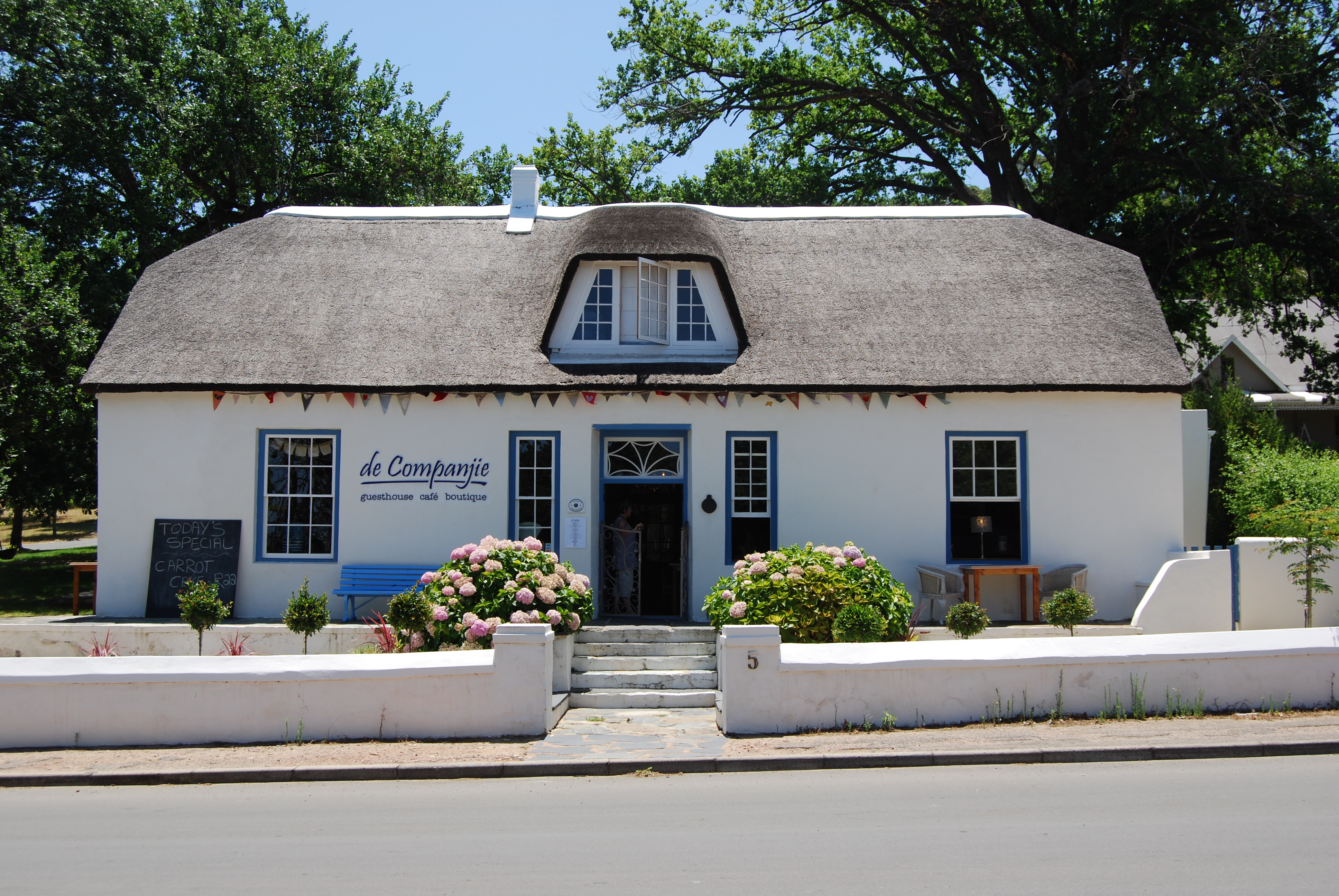
Le Cottage (1832), 5 Voortrek Street
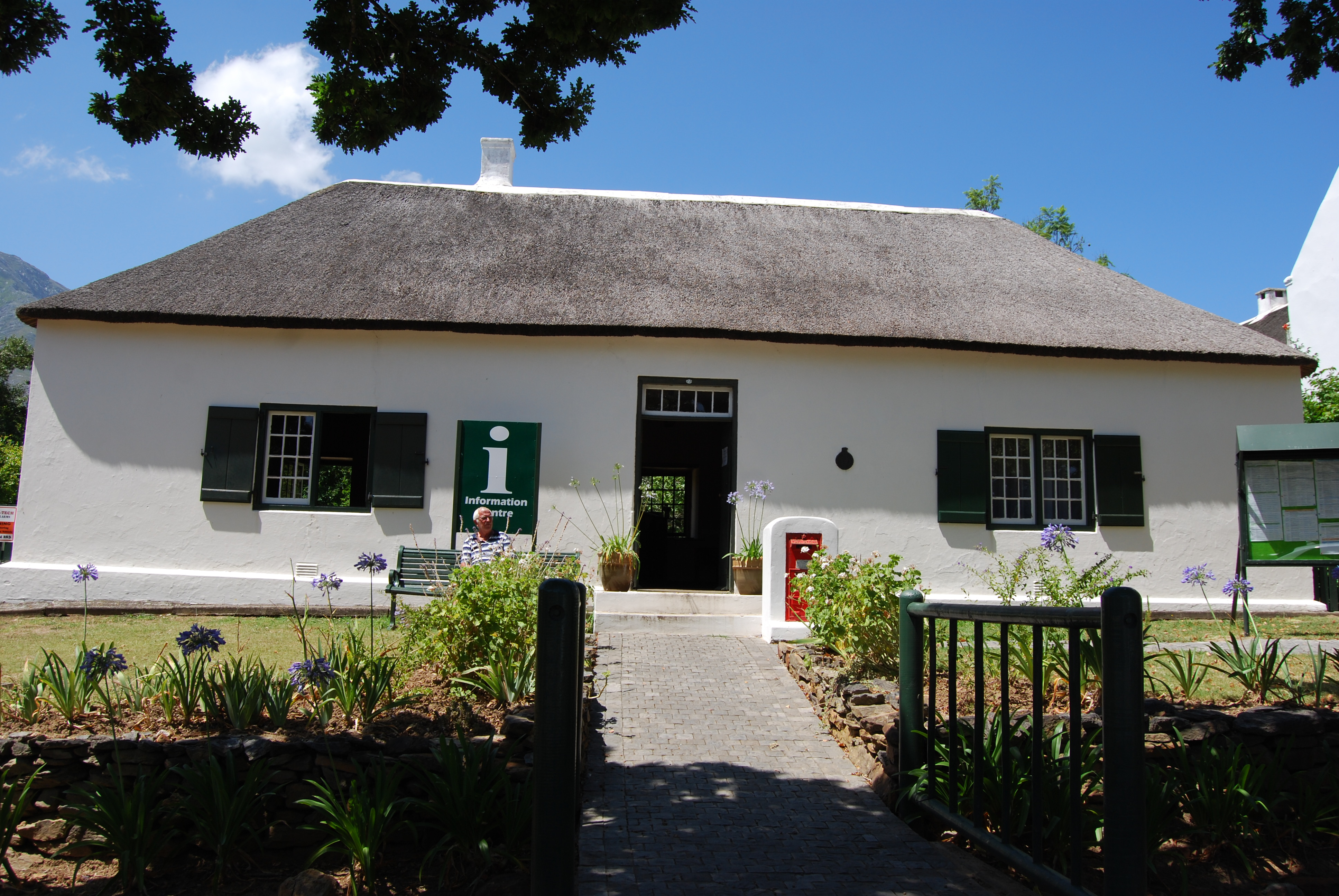
Ancienne poste au 22 Swellengrebel Street
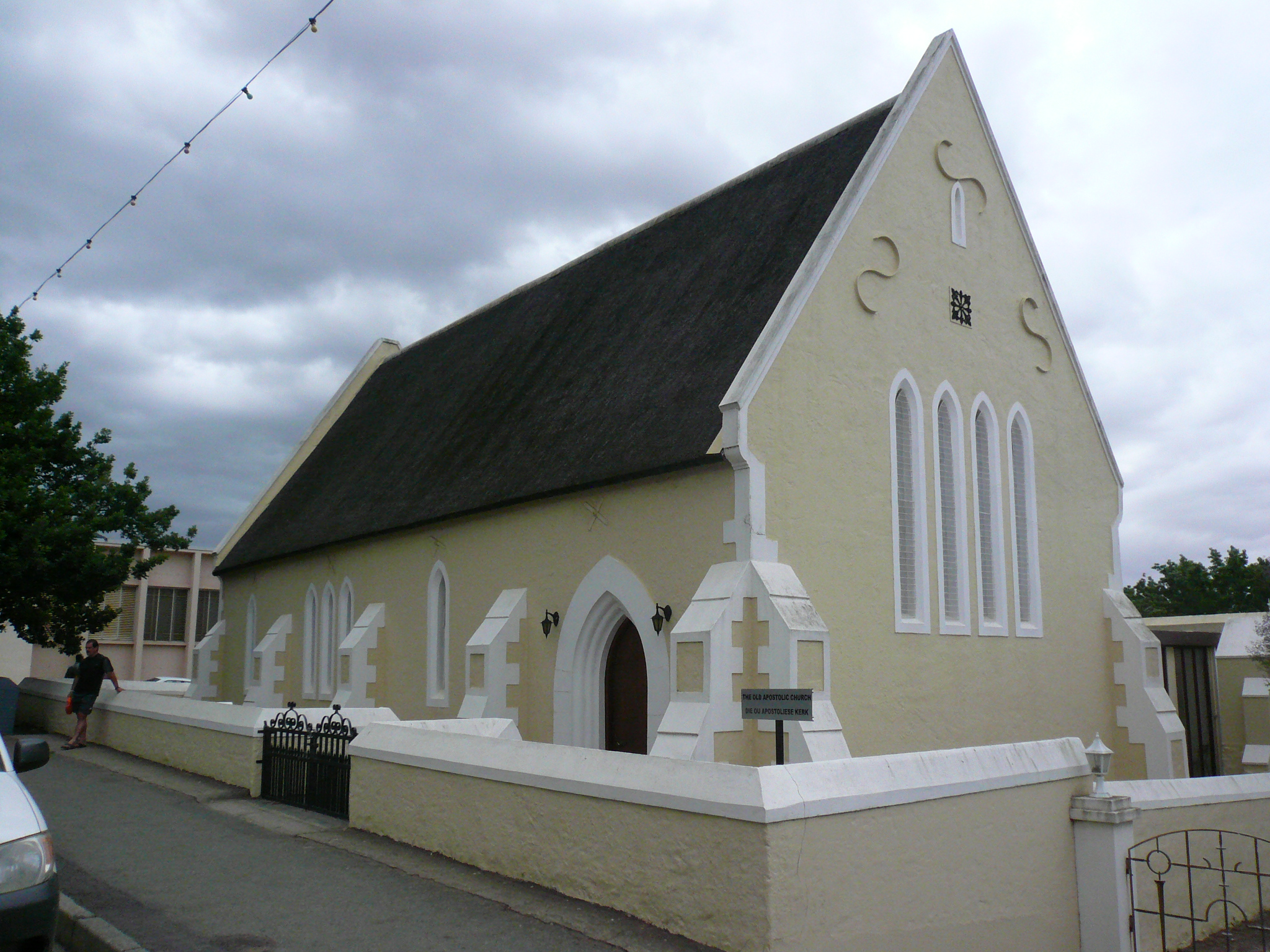
Ancienne église apostolique St Luke, 72 Voortrek Street
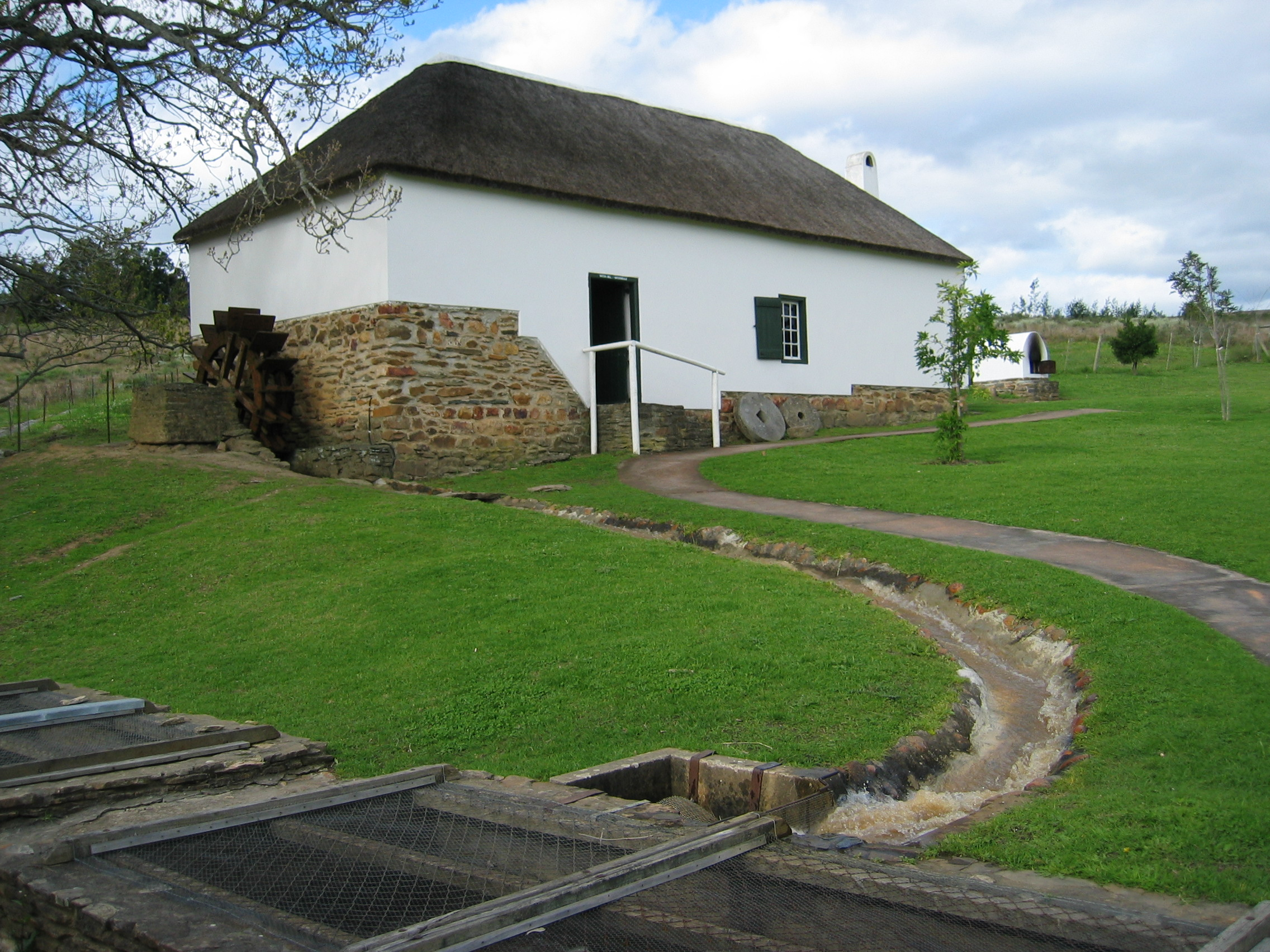
Moulin restauré
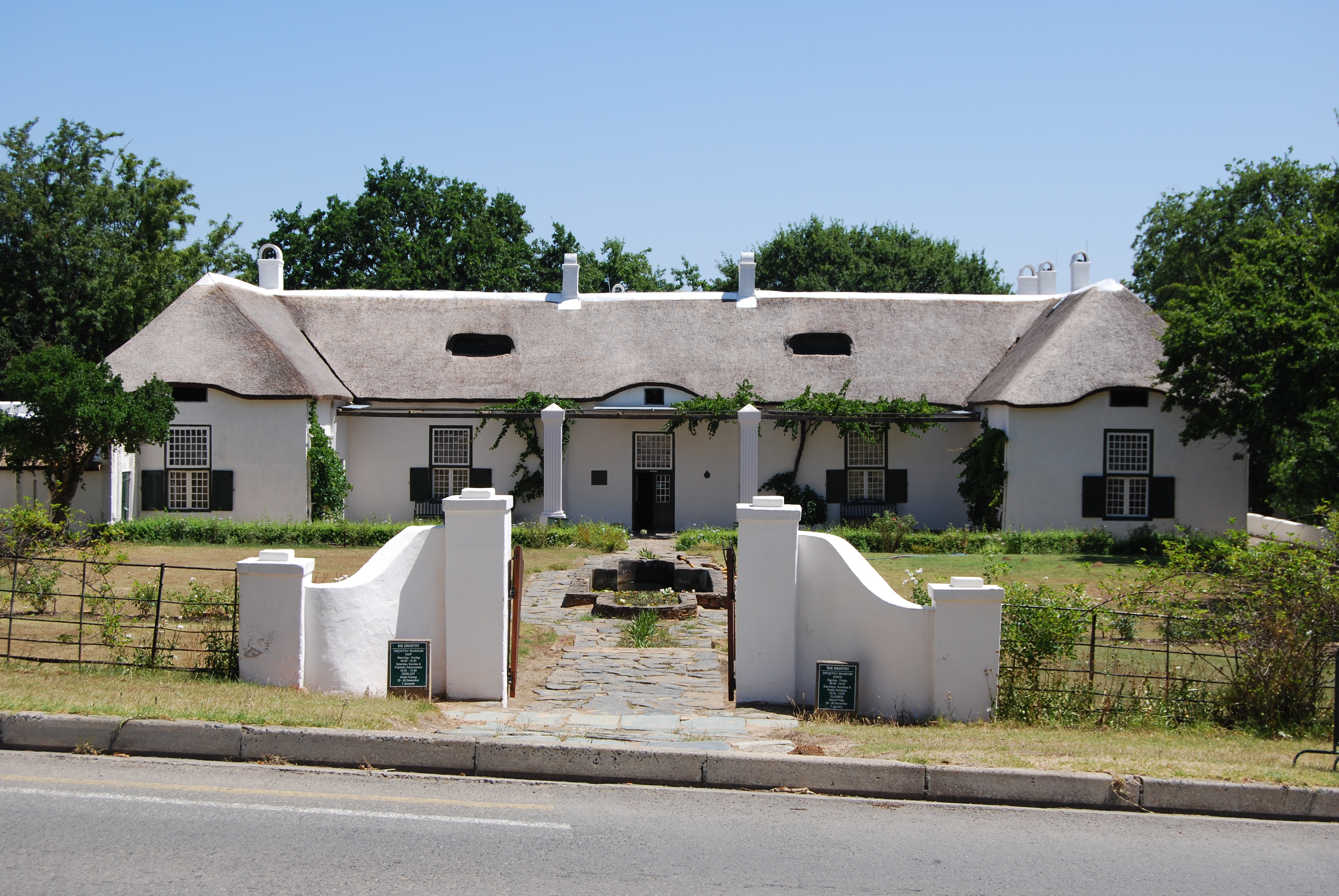
Old Drostdy (1747) abritant le musée de l'histoire locale (Drostdy Museum)
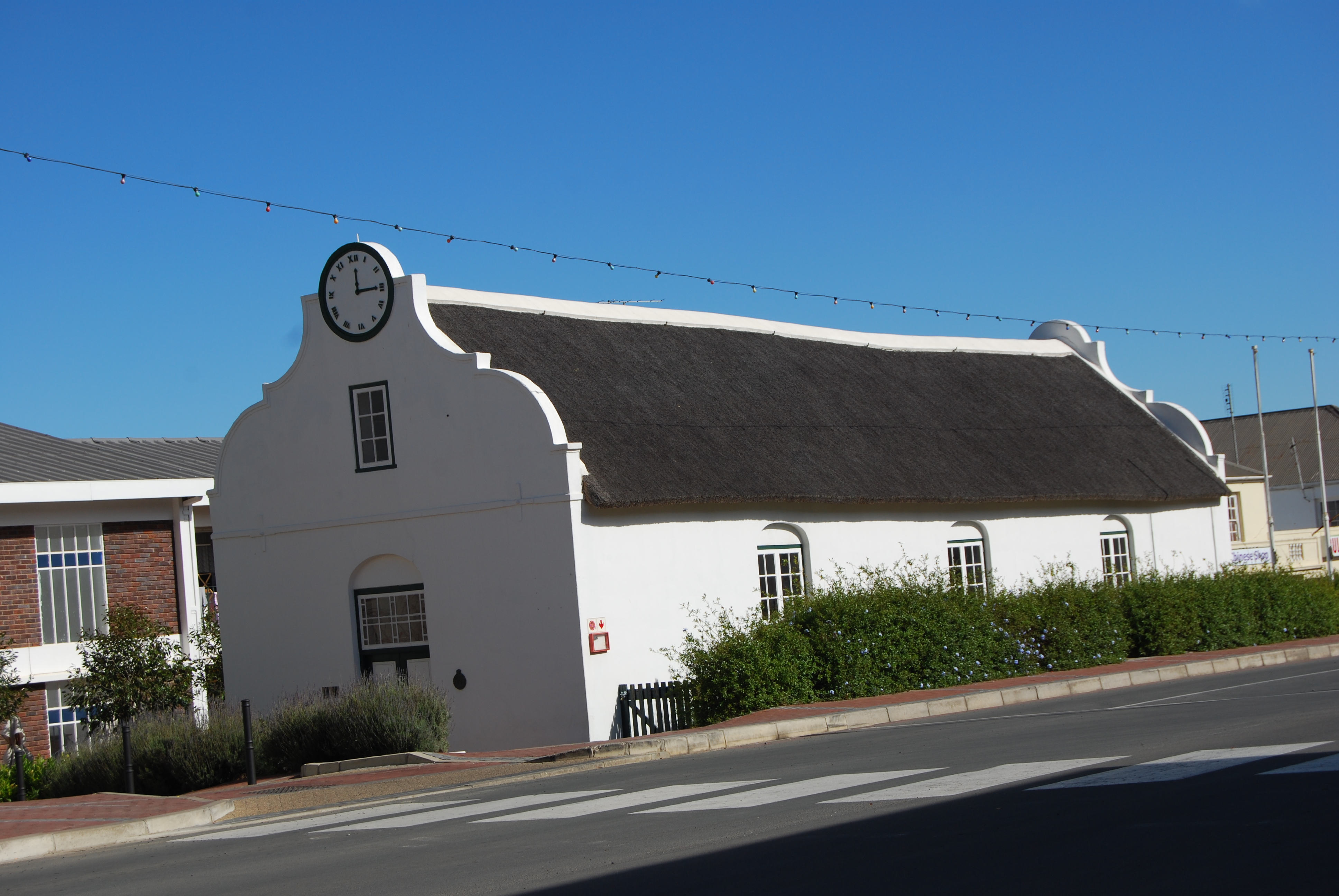
Oefeninghuis au 36 Voortrek Street
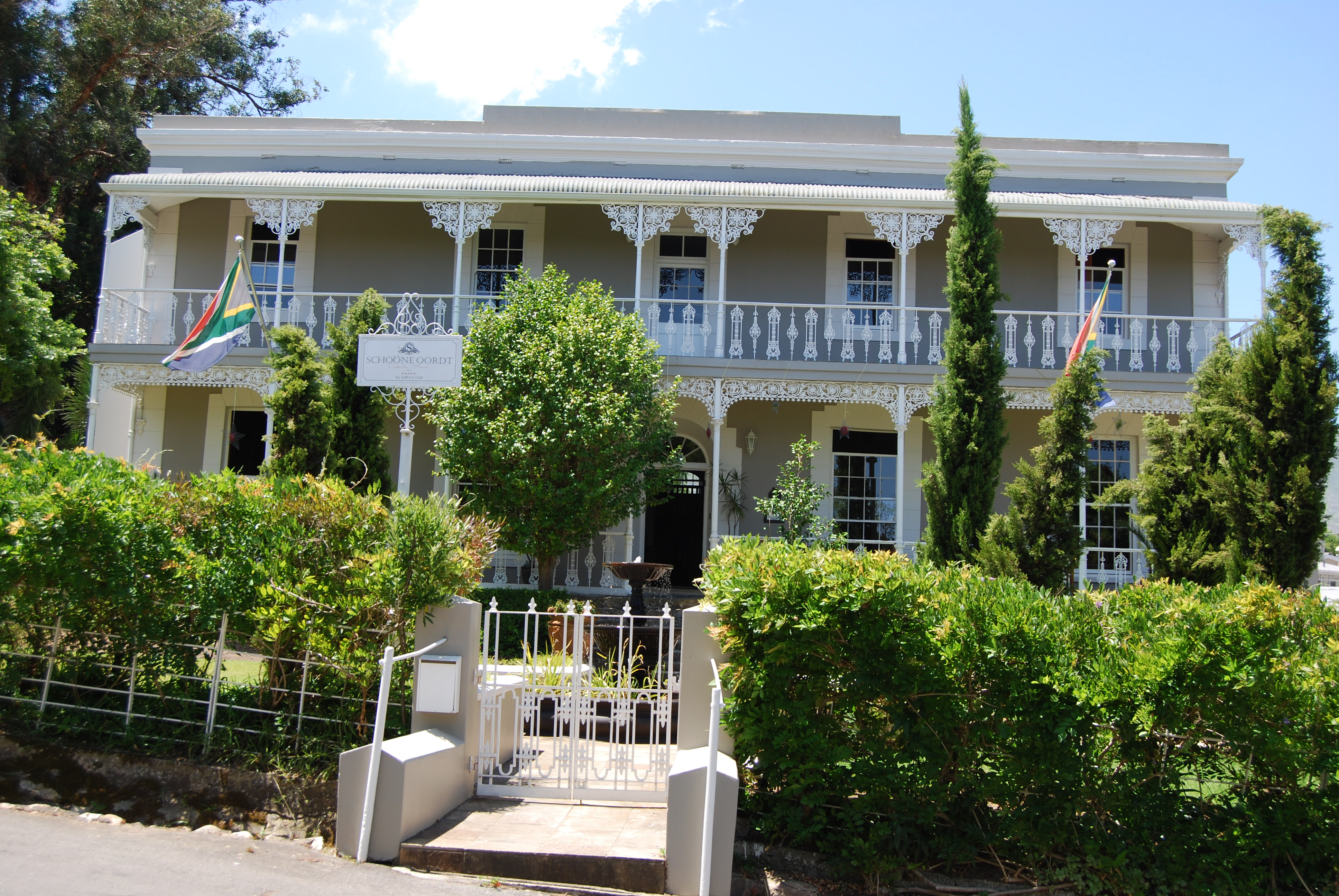
Maison Schoone Oordt (1853), 1 Swellengrebel Street
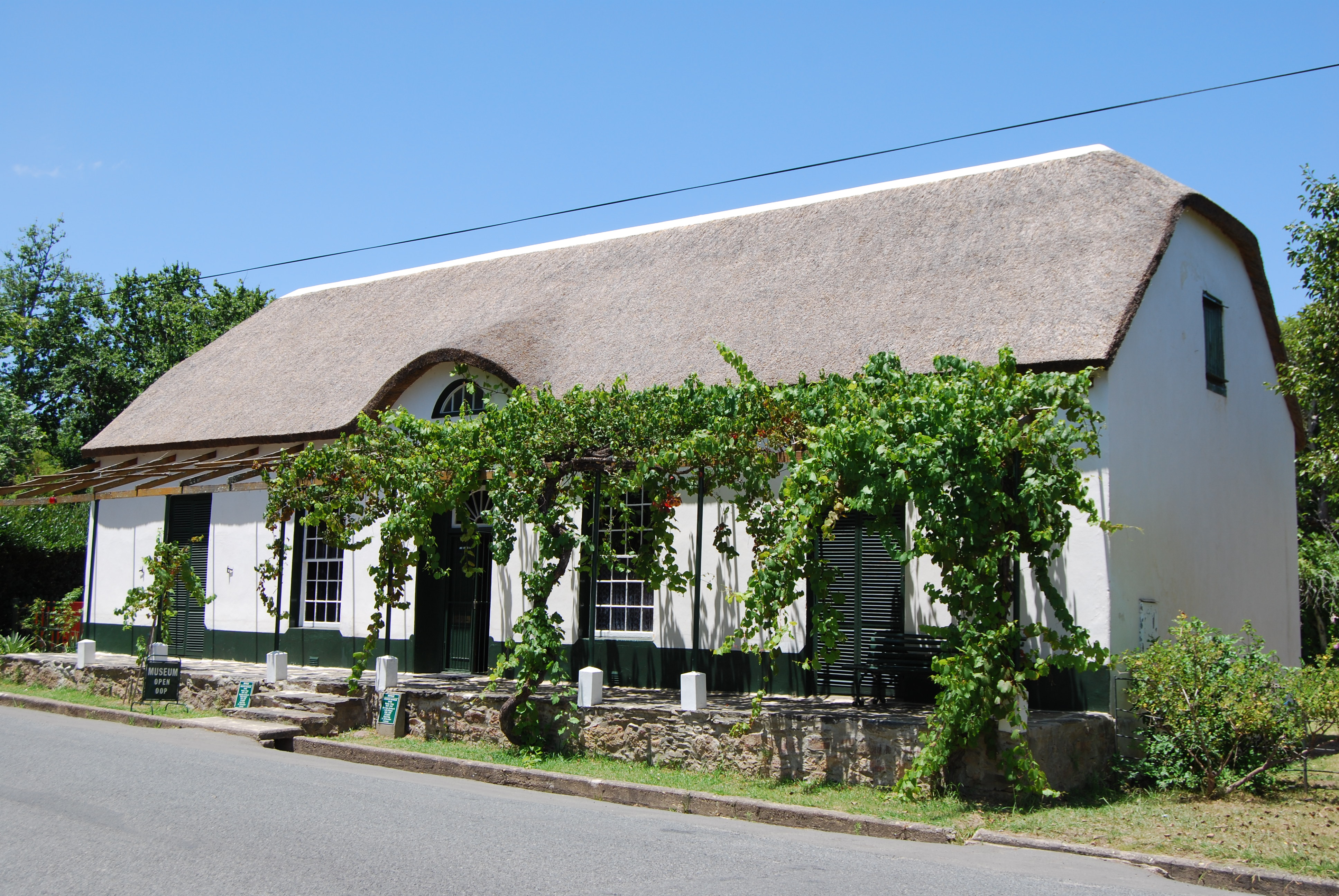
Maison Mayville (1853), 4 Hermanus Steyn Street